# Catedral de Bodø
La catedral de Bodø es la sede de la Diócesis de Sør-Hålogaland de la Iglesia de Noruega y la mayor iglesia de la ciudad de Bodø. Es un ejemplo de la arquitectura funcionalista noruega, una obra de Herman Munthe-Kaas y Gudolf Blakstad, finalizada en 1956.

## El edificio
La catedral de Bodø es una construcción de acero y hormigón. El templo es una basílica sin torre, con cinco naves, un pequeño coro y un ábside poligonal. El plano de la catedral, obedeciendo al modelo funcionalista, busca resolver varias necesidades; por ello, adicionalmente al espacio litúrgico, la construcción tiene en el lado sur dos cuerpos anexos de menor altura que albergan una sala de reuniones así como oficinas y residencias. 

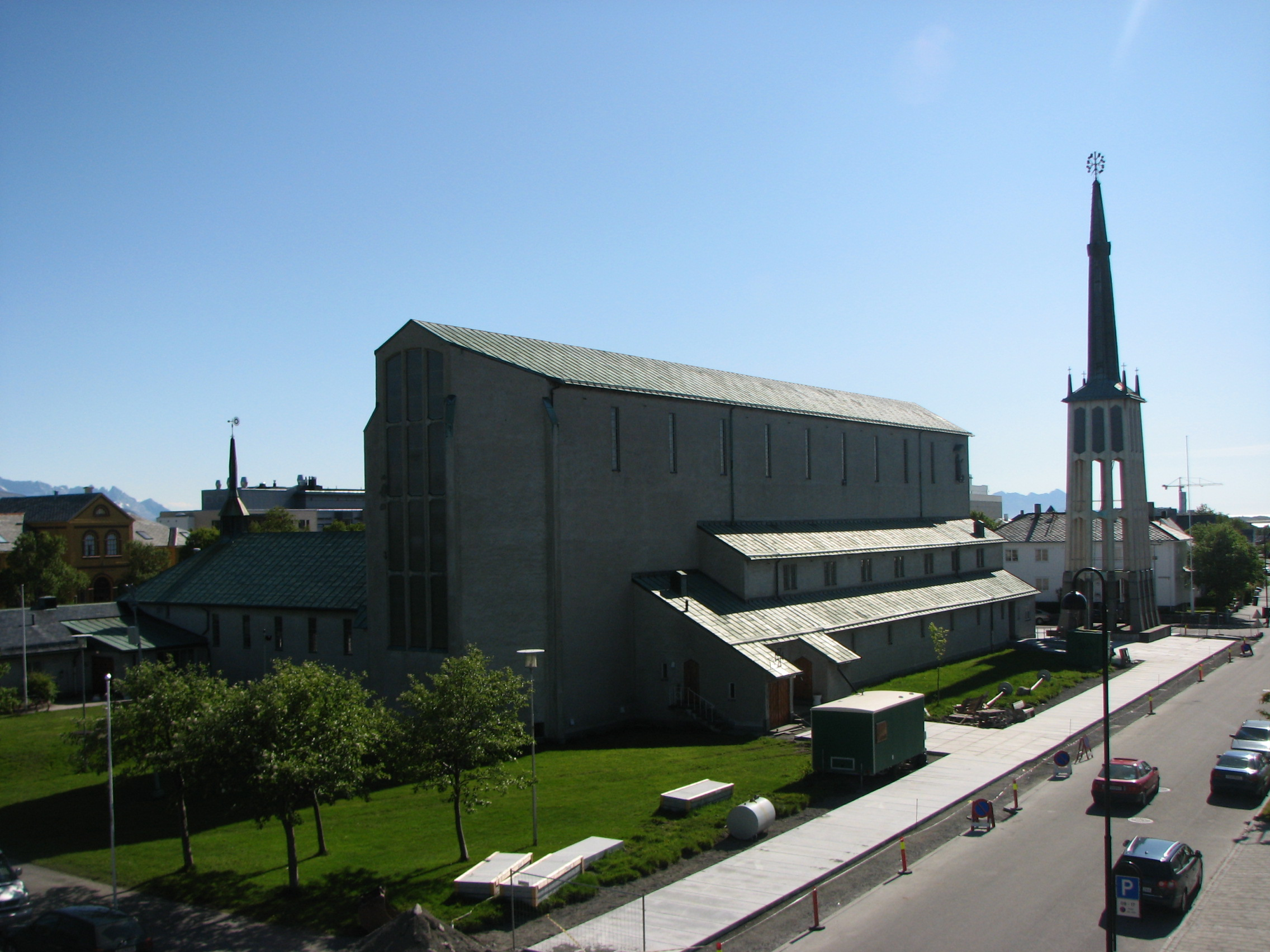
Vista de la catedral desde el noreste.

Al no tener torres la catedral, hay un campanario independiente situado al oeste, compuesto de un armazón de hormigón y chapitel. Alberga tres campanas. Conserva una placa en memoria de los caídos de la ciudad durante la Segunda Guerra Mundial.

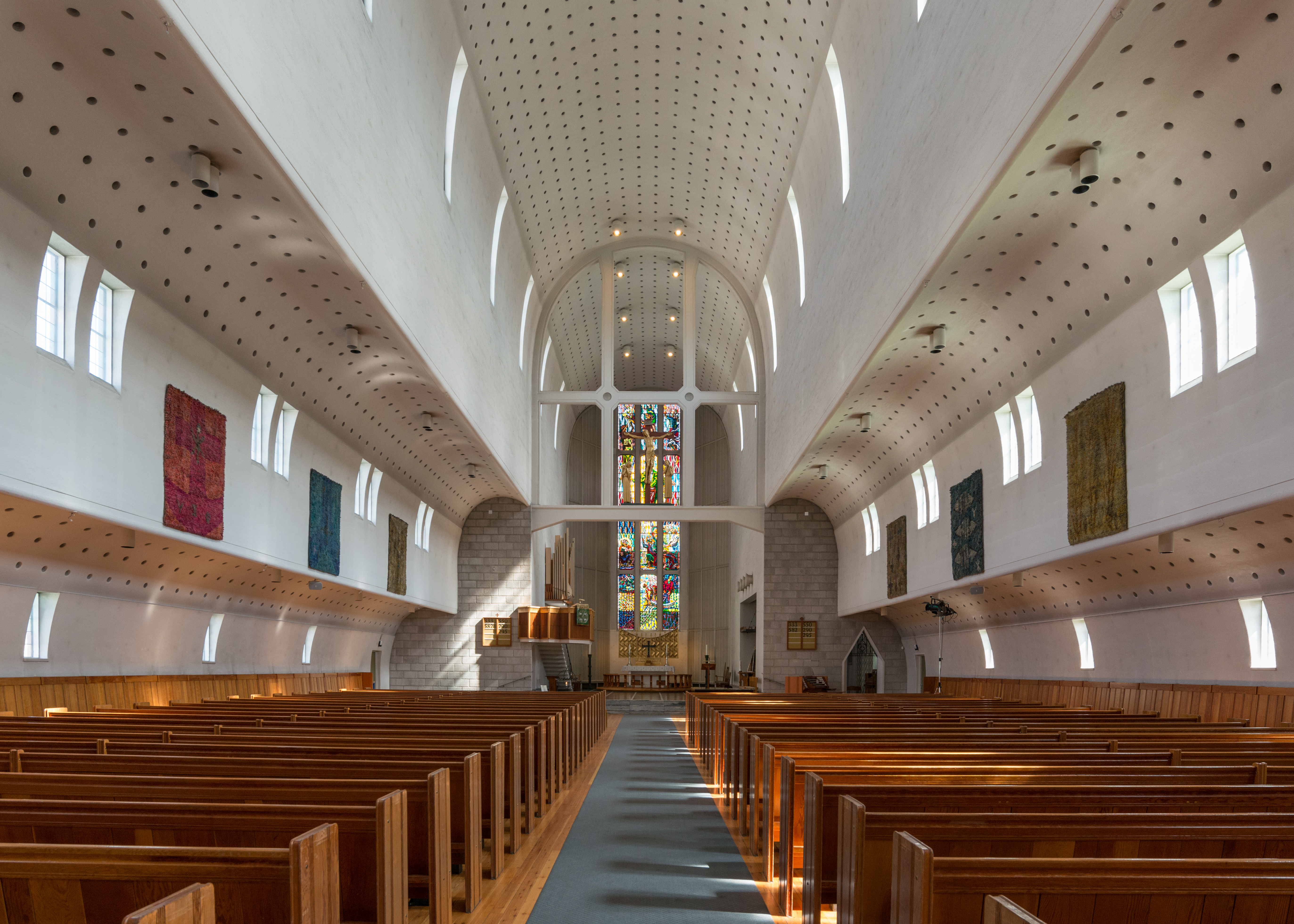
Interior, hacia el este.

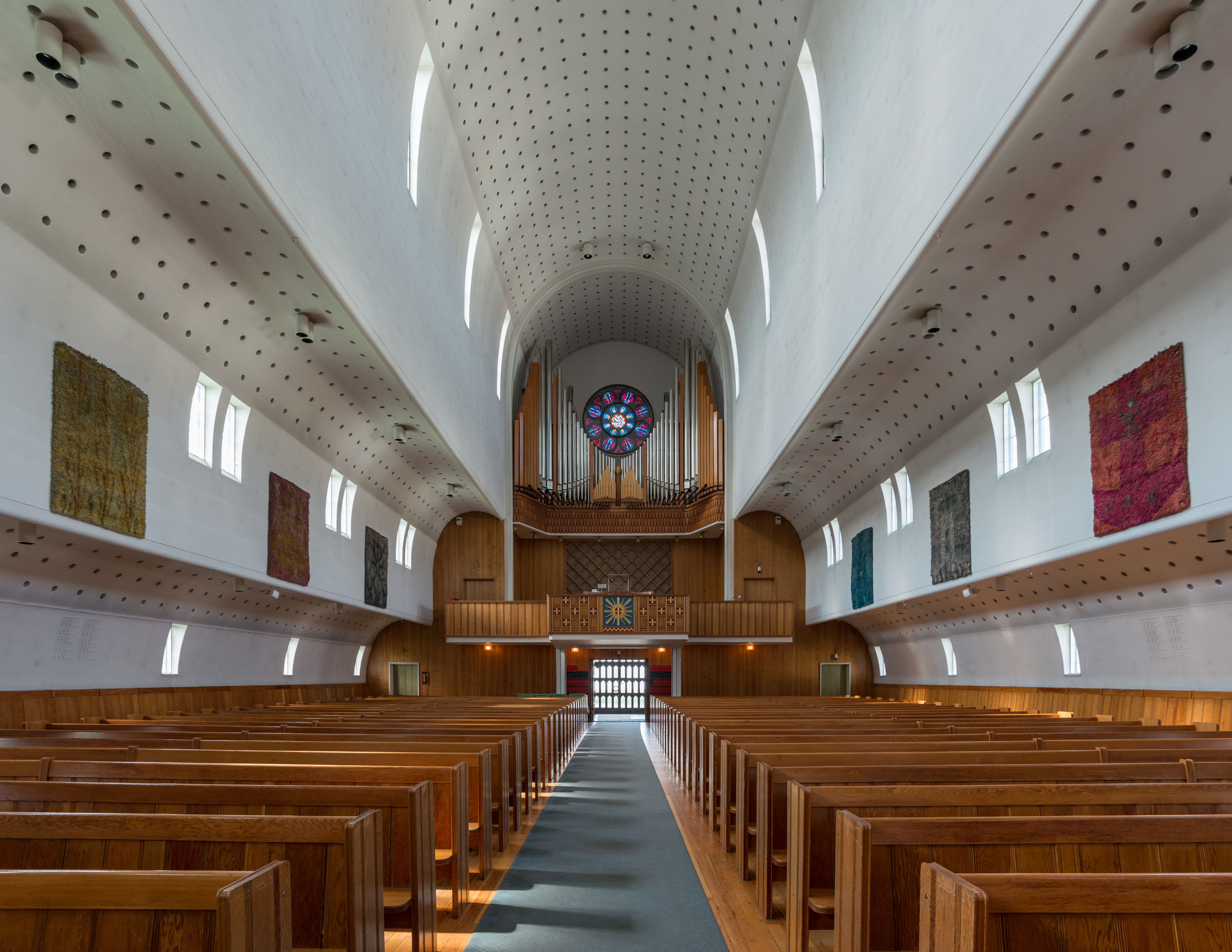
Interior, hacia el oeste.

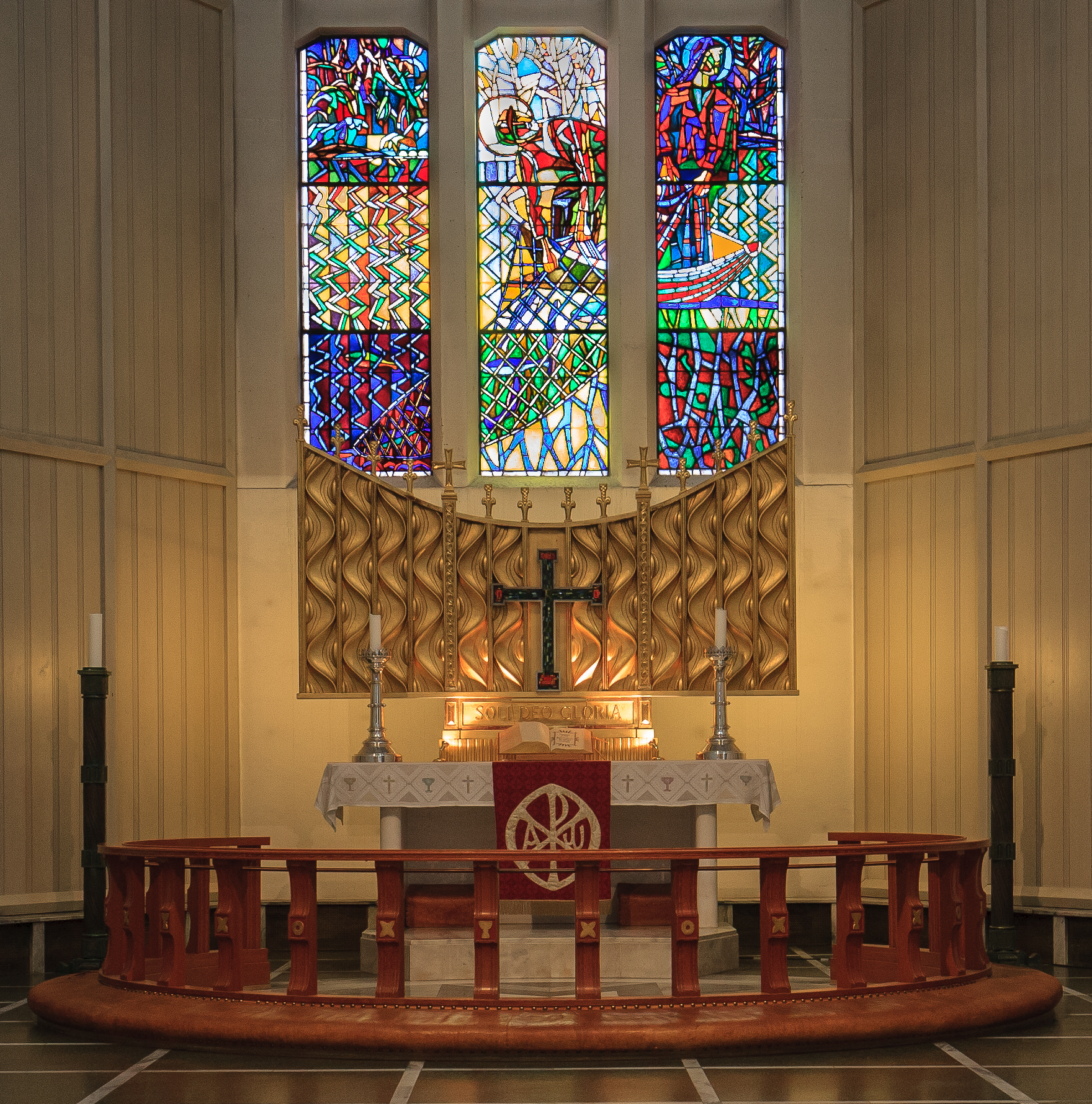
Interior, el altar

La nave se divide en una mayor y cuatro colaterales, pero estas no se dividen por columnas, sino a través de sus bóvedas de cañón. Esto fue posible debido a las estructuras de hormigón prefabricadas. Las naves exteriores son las de menor elevación. La nave mayor tiene una altura superior a las dos naves colaterales que la flanquean, y en su bóveda se forma un claristorio dotado de ventanas curvas. De modo paralelo, en las bóvedas de esas dos naves, que sirven de separación con respecto a las naves más exteriores, hay ventanas que forman un triforio.
En la división entre la nave y el coro se encuentra un grupo escultórico representando el Calvario, con Jesús en la cruz, junto a la Virgen María y San Juan, conjunto esculpido por Kristofer Leirdal y Tone Thiis Schjetne. 
En el ábside del coro se localiza el altar, un sencillo diseño de metal con una cruz al centro. Sobre el altar, en el muro oriental del ábside, hay un gran vitral de 12 m de altura, diseñado por Aage Storstein y pintado por Borgar Hauglid. El coro cuenta también con una capilla lateral y un sencillo púlpito de madera. 
La iglesia tiene una galería o segundo piso en el extremo occidental del interior de la nave, con decoración de madera. Ahí se encuentra el rosetón, también obra de Hauglid.

## Historia
En este sitio hubo una iglesia anterior que fue destruida por el bombardeo alemán del 27 de mayo de 1940, durante la Segunda Guerra Mundial. El pro-nazi Nasjonal Samling consideró ocupar el solar para la construcción de una sede del partido, pero tras el fin de la guerra el gobierno decidió levantar ahí la catedral de la nueva Diócesis de Sør-Hålogaland. El proyecto de Herman Munthe-Kaas y Gudolf Blakstad fue el ganador del concurso celebrado en 1946. La primera piedra de la catedral se colocó en 1954 y la consagración tuvo lugar dos años después, en 1956.